# Oettingen in Bayern

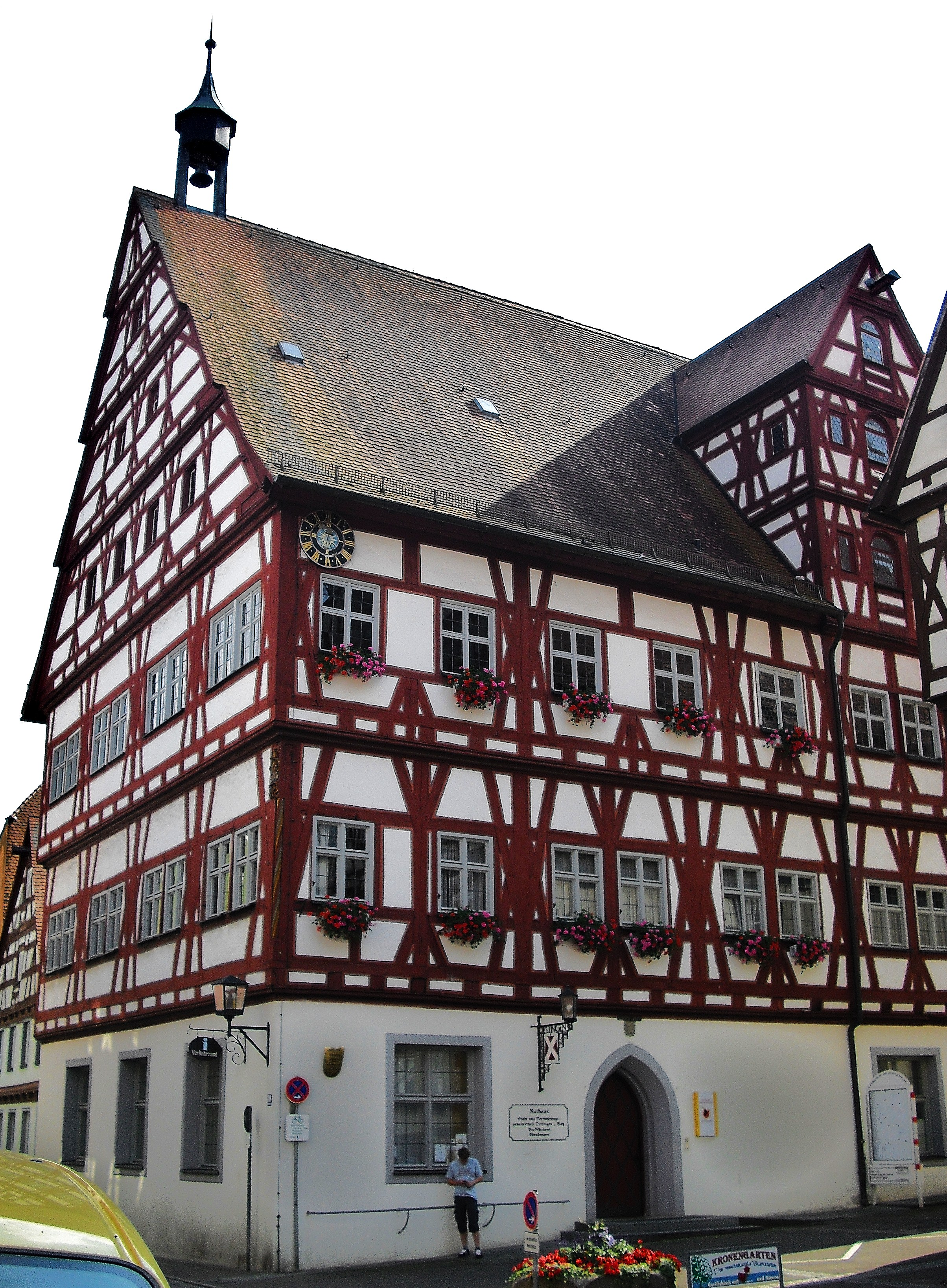
Oettingen in Bayern
(primăria)

Oettingen in Bayern este un oraș din districtul Donau-Ries, regiunea administrativă Șvabia, landul Bavaria, Germania.